# Апышева, Анна Фёдоровна
А́нна Фёдоровна А́пышева (в девичестве Анто́нова) — звеньевая колхоза «Труженик» Бежецкого района Калининской области, Герой Социалистического Труда (1949).

## Биография
Родилась в 1903 году в деревне Корницы в семье крестьянина.
Получив начальное образование, вступила в местный колхоз «Труженик», работала в полеводческой бригаде.
С началом Великой Отечественной войны была мобилизована на трудовой фронт и первые два года в составе женской бригады вместе с подругой Екатериной Калязиной трудилась на рытье окопов и строительстве оборонительных сооружений.
В 1943 году вернулась к мирному труду в колхозе «Труженик» возглавила полеводческое звено по выращиванию сначала зерновых культур, а затем технической культуры — льна.
По итогам работы в 1948 году её подразделение из восьми человек получило урожай волокна льна-долгунца 9,6 центнера и семян 5,0 центнера с гектара на площади 4,1 гектара.
К 1950 году средняя урожайность волокна льна в СССР составляла 1,3 центнера с гектара, а к 1980 году колебалась в пределах 1,7 — 4,0 центнера.
Указом Президиума Верховного Совета СССР от 28 февраля 1949 года за получение высоких урожаев волокна и семян льна-долгунца при выполнении колхозом обязательных поставок и контрактации по всем видам сельскохозяйственной продукции, натуроплаты за работу машино-тракторной станции (МТС) в 1948 году Апышевой Анне Фёдоровне присвоено звание Героя Социалистического Труда с вручением ордена Ленина (№89019) и золотой медали «Серп и Молот» (№3160).
В последующие годы звено Апышевой продолжало получать высокие урожаи льна и зерновых до выхода её на заслуженный отдых в глубокой старости.
Проживала в родной деревне Корницы.
Похоронена на кладбище города Бежецк.